# Список литературных произведений по миру S.T.A.L.K.E.R.
S.T.A.L.K.E.R. — межавторская серия новеллизаций вселенной компьютерной игры S.T.A.L.K.E.R.. Издание серии осуществляется российскими издательствами «Эксмо» и «АСТ». В проекте приняли участие как известные российские фантасты, так и начинающие авторы. Большинство книг написано в жанре боевика. На данный момент[какой?] серия является замороженной с июня 2011 года, в связи с отсутствием издателя.
Как отмечает журнал «Мир Фантастики», это самый успешный, на сегодняшний день,[какой?] российский проект новелизаций, несмотря на отмечаемые журналистами многочисленные нестыковки в произведениях. «Эти книги честно развлекают читателя, не претендуя на нечто большее», отмечает журнал.

## Сборники рассказов

### Тени Чернобыля
1 книга серии
- Ежи Тумановский (псевдоним). «Клык».
- Дмитрий Калинин. «Первый».
- Ян Олешковский (Maddog [SW]). «Трудная мишень для ефрейтора Кердыбаева».
- Critic[6]. «Оборотень».
- Роман Куликов. «Две улыбки для Контролёра».
- Ян Олешковский (Maddog [SW]). «Колодец».
- Юрий Круглов. «Байки из склепа».
- Gall. «Два дня».
- Юрий Круглов. «Мать».
- Александр Дядищев. «День без наших фантазий».

Тени Чернобыля. — твёрдая обложка. — М.: Эксмо, 26 марта 2007. — 448 с. — (S.T.A.L.K.E.R.). — 20 100 экз. — ISBN 978-5-699-20794-7.

### Чистое небо
13 книга серии
- Роман Куликов. «Проводник»
- Сергей Артюшкин. «Два сталкера»
- Вячеслав Хватов. «Гек, или история одного мохнатого сталкера»
- Владислав Дик. «Часть Зоны»
- Максим Ваганов (Gunslinger). «Вампир»
- Samar. «Забег на короткую дистанцию»
- Валерий Гундоров. «Красная книга. Гомо вампирус»
- Sted. «Дневник неизвестного сталкера»
- Сурен Цормудян (panzer51). «Черное солнце»
- Виталий Мельник. «Новая жизнь»
- Андрей Абин (Andrewabin). «Долгая дорога»
- А. Лобин. «Фифти-Фифти»
- Сергей Якушев (Jacksom). «В Зоне опять шел дождь…»
- Сергей Берков (Zed). «Замкнутый цикл»
- Дмитрий Калинин. «И будут спать»
- Анна Горелышева. «Парень из труповозки»
- Тимур Гончаров (cyborg). «Счастье даром»
- Егор Песков. «Жизнь с большой буквы»
- Ежи Тумановский (псевдоним). «Патруль»

Чистое небо. — твёрдая обложка. — М.: Эксмо, 13 августа 2008. — 480 с. — (S.T.A.L.K.E.R.). — 20 000 экз. — ISBN 978-5-699-28643-0.

### Зов Припяти
28 книга серии
- Роман Куликов. «Что наша жизнь?»
- Екатерина Боровикова. «Подруга»
- Алексей Соколов. «По ту сторону»
- Владимир Лебедев, Анатолий Москаленко. «Исход»
- Данила Демидов. «Вот такая сказка»
- Вячеслав Хватов. «Изгой»
- Дмитрий Павлов. «Чёрт и младенец»
- Сергей Соколюк. «Снорк»
- Юрий Семендяев (Osama). «Кто я?», «Завтрак», «Всё вам, молодым, надо»
- Сергей Смирнов. «Капитан Штатив»
- Валерий Гундоров (Отшельник). «Рыболовы»
- marsuser. «Охота на кровососа»
- Ольга Никонова. «Леший»
- Сергей Силин. «Два дня в аду»
- Александр Тихонов. «Исповедь зверя»
- Владислав Семеренко. «Сходить и вернуться»
- Виталий Тримайлов (PANZER). «Посмотрим, кто кого»
- Фёдор Вениславский. «Дело принципа»
- Евгений Гущин. «Стрелок»
- Ольга Крамер. «Глазами Зоны»

Зов Припяти. — твёрдая обложка. — М.: АСТ, 10 октября 2009. — 416 с. — (S.T.A.L.K.E.R.). — 90 000 экз. — ISBN 978-5-8041-0403-1.

## Произведения

### Александр Вороненко
- Валерчик, Александр. Охотники за счастьем. — мягкая обложка, твёрдая обложка. — М.: АСТ, октябрь 2010. — 384 с. — (S.T.A.L.K.E.R.). — 45 000 экз. — ISBN 978-5-17-069584-3, ISBN 978-5-271-30885-7.

48 книга серии

### Александр Зорич
- Зорич, Александр Владимирович. Беглый огонь. — твёрдая обложка. — СПб.: Астрель, 4 мая 2009. — Т. 1. — 352 с. — (S.T.A.L.K.E.R.). — 80 000 экз. — ISBN 978-5-17-059910-3, ISBN 978-5-271-24178-9.

22 книга серии
- Зорич, Александр Владимирович. Полураспад. — твёрдая обложка. — СПб.: Астрель, 23 февраля 2010. — Т. 2. — 384 с. — (S.T.A.L.K.E.R.). — 90 000 экз. — ISBN 978-5-17-064142-0.

34 книга серии
- Зорич, Александр Владимирович. Полный котелок патронов. — мягкая обложка. — М., СПб.: АСТ, Астрель, май 2011. — 320 с. — (S.T.A.L.K.E.R.). — 25 000 экз. — ISBN 978-5-17-073978-3, ISBN 978-5-271-35764-0.

61 книга серии

### Александр Зорич, Дмитрий Володихин
- Зорич, Александр Владимирович, Володихин, Дмитрий Михайлович. Группа эскорта. — мягкая обложка. — М., СПб., Минск: АСТ, Астрель, Харвест, ноябрь 2011. — 320 с. — (S.T.A.L.K.E.R.). — 10 000 экз. — ISBN 978-5-17-074124-3, ISBN 978-5-271-36150-0, ISBN 978-985-16-9859-8.

88 книга серии

### Александр Зорич, Сергей Челяев
- Зорич, Александр Владимирович, Челяев, Сергей Васильевич. Клад Стервятника. — мягкая обложка, твёрдая обложка. — СПб.: Астрель, июль 2010. — Т. 3. — 380 с. — (S.T.A.L.K.E.R.). — 45 000 экз. — ISBN 978-5-17-068929-3, ISBN 978-5-271-29622-2.

43 книга серии

### Александр Митич
- Митич, Александр Николаевич (псевдоним).[10]. Игра в поддавки. — мягкая обложка, твёрдая обложка. — М., СПб., Минск: АСТ, Астрель, Харвест, 22 июня 2010. — 288, 384 с. — (S.T.A.L.K.E.R.). — 40 000 + 70 000 экз. — ISBN 978-5-17-065680-6, ISBN 978-5-403-03522-4, ISBN 978-985-16-8418-8, ISBN 978-5-17-064143-7, ISBN 978-5-271-31896-2.

40 книга серии

### Александр Радин
- Радин, Александр. Стрингер. Летописец отчуждения. — твёрдая обложка. — М.: АСТ, 2012. — 416 с. — (S.T.A.L.K.E.R.). — 10 000 экз. — ISBN 978-5-17-073892-2.

66 книга серии

### Александр Шакилов
- Шакилов, Александр. Каратели. — твёрдая обложка. — СПб.: АСТ, 14 марта 2010. — Т. 1. — 352 с. — (S.T.A.L.K.E.R.). — 90 000 экз. — ISBN 978-5-17-064962-4.

35 книга серии
- Шакилов, Александр. Хозяин Янтаря. — твёрдая обложка. — М., СПб.: АСТ, Астрель, июль 2010. — Т. 2. — 350 с. — (S.T.A.L.K.E.R.). — 70 000 экз. — ISBN 978-5-17-067501-2, ISBN 978-5-271-28432-8.

44 книга серии

### Алексей Бобл
- Бобл, Алексей. Воины Зоны. — твёрдая обложка. — М.: Эксмо, 16 марта 2009. — Т. 1. — 384 с. — (S.T.A.L.K.E.R.). — 90 100 экз. — ISBN 978-5-699-33500-8.

20 книга серии
- Бобл, Алексей. Пуля-квант. — твёрдая обложка. — М., СПб.: АСТ, Астрель, 13 сентября 2009. — Т. 2. — 349 с. — (S.T.A.L.K.E.R.). — 80 000 экз. — ISBN 978-5-17-062181-1, ISBN 978-5-271-25304-1.

27 книга серии

### Алексей Гравицкий
- Гравицкий, Алексей Андреевич. В зоне тумана. — твёрдая обложка. — М.: АСТ, 29 июля 2009. — 384 с. — (S.T.A.L.K.E.R.). — 80 000 экз. — ISBN 978-5-17-060721-1.

25 книга серии
- Гравицкий, Алексей Андреевич. Зачистка. — твёрдая обложка. — М., СПб.: АСТ, Астрель, август 2010. — 352 с. — (S.T.A.L.K.E.R.). — 70 000 экз. — ISBN 978-5-17-066690-4, ISBN 978-5-271-29374-0.

46 книга серии

### Алексей Гравицкий, Сергей Палий
- Гравицкий, Алексей Андреевич, Палий, Сергей Викторович. Аномальные каникулы. — твёрдая обложка. — М., СПб.: АСТ, Астрель, июнь 2011. — 320 с. — (S.T.A.L.K.E.R.). — 40 000 экз. — ISBN 978-5-17-073640-9, ISBN 978-5-271-36113-5.

60 книга серии

### Алексей Калугин
- Калугин, Алексей Александрович. Дом на болоте. — твёрдая обложка. — М.: Эксмо, 26 апреля 2007. — 384 с. — (S.T.A.L.K.E.R.). — 15 000 экз. — ISBN 978-5-699-21490-7.

4 книга серии
Журнал «Мир фантастики» в своей рецензии на эту книгу отдельно отмечает то, что она выбивается из общего ряда книг серии S.T.A.L.K.E.R. тем, что основной упор делается не на «борьбу с применением всевозможного огнестрельного и колюще-режущего оружия», а на «столкновение личностей, характеров и, в конце концов, жизненных позиций». Оценка книги журналом — 7 из 10, причём проработка персонажей оценена на 9 из 10.
- Калугин, Алексей Александрович. Мечта на поражение. — твёрдая обложка. — М.: Эксмо, 16 января 2008. — 384 с. — (S.T.A.L.K.E.R.). — 60 100 экз. — ISBN 978-5-699-25752-2.

6 книга серии
- Калугин, Алексей Александрович. Пустые земли. — твёрдая обложка. — М.: Эксмо, 9 февраля 2009. — 352 с. — (S.T.A.L.K.E.R.). — 120 000 экз. — ISBN 978-5-699-33607-4.

18 книга серии. Продолжение романа под названием «Пустые земли — 2. Новая прошивка» автор публикует только на своём официальном сайте.

### Алексей Молокин
- Молокин, Алексей Валентинович. Блюз «100 рентген». — мягкая обложка, твёрдая обложка. — М., СПб.: АСТ, Астрель, февраль 2011. — 288 с. — (S.T.A.L.K.E.R.). — 37 000 экз. — ISBN 978-5-17-069588-1, ISBN 978-5-271-32985-2.

53 книга серии

### Алексей Степанов
- Степанов, Алексей (псевдоним). Дезертир. — твёрдая обложка. — М.: Эксмо, 5 апреля 2007. — Т. 1. — 416 с. — (S.T.A.L.K.E.R.). — 15 000 экз. — ISBN 978-5-699-21487-7.

3 книга серии 

- Степанов, Алексей (псевдоним). Сердце дезертира. — мягкая обложка, твёрдая обложка. — СПб.: АСТ, август 2010. — Т. 2. — 320 с. — (S.T.A.L.K.E.R.). — 45 000 экз. — ISBN 978-5-17-065457-4, ISBN 978-5-271-30074-5.

45 книга серии

### Анна Китаева
- Китаева, Анна Игоревна. Одержимые Зоной. — мягкая обложка. — М., СПб.: АСТ, Астрель, 2011. — 288 с. — (S.T.A.L.K.E.R.). — 30 000 экз. — ISBN 978-5-17-073543-3, ISBN 978-5-271-34940-9.

77 книга серии

### Андрей Буторин
- Буторин, Андрей Русланович. Клин. — мягкая обложка. — М., СПб.: АСТ, Астрель, 2011. — 281 с. — (S.T.A.L.K.E.R.). — 10 000 экз. — ISBN 978-5-17-074269-1, ISBN 978-5-271-36102-9.

73 книга серии

### Андрей Лазарчук
- Лазарчук, Андрей Геннадьевич. Спираль. — мягкая обложка, твёрдая обложка. — М., Минск: АСТ, Харвест, 2011. — 288 с. — (S.T.A.L.K.E.R.). — 35 000 экз. — ISBN 978-5-17-073540-2, ISBN 978-5-271-34890-7, ISBN 978-985-16-9586-3.

56 книга серии

### Андрей Левицкий
- Левицкий, Андрей Юрьевич. Выбор оружия. — твёрдая обложка. — М.: Эксмо, 28 ноября 2007. — 384 с. — (S.T.A.L.K.E.R.). — 15 000 экз. — ISBN 978-5-699-25142-1.

5 книга серии
- Левицкий, Андрей Юрьевич. Сердце Зоны (Операция «Чистое небо»). — твёрдая обложка. — М.: Эксмо, 8 мая 2008. — 416 с. — (S.T.A.L.K.E.R.). — 20 000 экз. — ISBN 978-5-699-27506-9.

10 книга серии
- Левицкий, Андрей Юрьевич. Сага Смерти: Мгла. — твёрдая обложка. — М., СПб.: АСТ, Астрель, 6 марта 2009. — Т. 1. — 352 с. — (S.T.A.L.K.E.R.). — 70 000 экз. — ISBN 978-5-17-058975-3, ISBN 978-5-271-23649-5.

21 книга серии
- Левицкий, Андрей Юрьевич. С.Х.В.А.Т.К.А.. — твёрдая обложка. — М., СПб.: АСТ, Астрель, октябрь 2010. — 352 с. — (S.T.A.L.K.E.R.). — 75 000 экз. — ISBN 978-5-17-060720-4, ISBN 978-5-271-30113-1.

47 книга серии

### Андрей Левицкий, Лев Жаков
- Левицкий, Андрей Юрьевич; Жаков, Лев Захарович. Охотники на мутантов. — твёрдая обложка. — М.: Эксмо, 24 февраля 2009. — 384 с. — (S.T.A.L.K.E.R.). — 135 000 экз. — ISBN 978-5-699-33501-5.

19 книга серии
- Левицкий, Андрей Юрьевич; Жаков, Лев Захарович. Змеёныш. — твёрдая обложка. — М.: АСТ, 29 октября 2009. — 352 с. — (S.T.A.L.K.E.R.). — 80 000 экз. — ISBN 978-5-17-062552-9.

29 книга серии

### Андрей Ливадный
- Ливадный, Андрей Львович. Контрольный выброс. — твёрдая обложка. — М.: Эксмо, 19 января 2009. — 384 с. — (S.T.A.L.K.E.R.). — 95 000 экз. — ISBN 978-5-699-32344-9.

17 книга серии

### Андрей Чернецов, Валентин Леженда
- Чернецов, Андрей (псевдоним), Леженда, Валентин Евгеньевич (псевдоним). Конь бледный. — мягкая обложка. — М., СПб.: АСТ, Астрель, август 2011. — 320 с. — (S.T.A.L.K.E.R.). — 25 000 экз. — ISBN 978-5-17-074267-7, ISBN 978-5-271-35989-7.

63 книга серии

### Антон Первушин
- Первушин, Антон Иванович. Первая экспедиция. — мягкая обложка, твёрдая обложка. — М., СПб.: АСТ, Астрель, ноябрь 2010. — 384 с. — (S.T.A.L.K.E.R.). — 42 000 экз. — ISBN 978-5-17-070786-7, ISBN 978-5-271-31864-1.

50 книга серии

### Антон Первушин, Елена Первушина
- Первушин, Антон Иванович, Первушина, Елена Владимировна. Львиное сердце. — М., СПб., Минск: АСТ, Астрель, Харвест, 2011. — 384 с. — (S.T.A.L.K.E.R.). — 10 000 экз. — ISBN 978-5-17-073618-8, ISBN 978-5-271-36148-7, ISBN 978-985-16-9858-1.

82 книга серии

### Василий Орехов
- Орехов, Василий Иванович (псевдоним). Зона поражения. — твёрдая обложка. — М.: Эксмо, 27 марта 2007. — Т. 1. — 416 с. — (S.T.A.L.K.E.R.). — 15 100 экз. — ISBN 978-5-699-20749-7.

2 книга серии
- Орехов, Василий Иванович (псевдоним). Линия огня. — твёрдая обложка. — М.: Эксмо, 1 апреля 2008. — Т. 2. — 416 с. — (S.T.A.L.K.E.R.). — 70 100 экз. — ISBN 978-5-699-27540-3.

9 книга серии
- Орехов, Василий Иванович (псевдоним). Сектор обстрела. — твёрдая обложка. — М.: АСТ, 27 мая 2011. — Т. 3. — 350 с. — (S.T.A.L.K.E.R.). — 10 000 экз. — ISBN 978-5-17-073365-1, ISBN 978-5-271-34852-5.

78 книга серии

### Василий Орехов, Сергей Осипов
- Орехов, Василий Иванович (псевдоним), Осипов, Сергей Викторович. Клеймо Зоны. — М.: АСТ, 12 мая 2011. — 349 с. — (S.T.A.L.K.E.R.). — 10 000 экз. — ISBN 978-5-17-073364-4, ISBN 978-5-271-34851-8.

62 книга серии

### Виктор Ночкин
- Ночкин, Виктор Евгеньевич (псевдоним). Слепое пятно. — твёрдая обложка. — М.: АСТ, 19 июня 2009. — Т. 1. — 384 с. — (S.T.A.L.K.E.R.). — 70 000 экз. — ISBN 978-5-17-060032-8.

23 книга серии
- Ночкин, Виктор Евгеньевич (псевдоним). Пищевая цепочка. — твёрдая обложка. — М.: АСТ, 31 марта 2010. — Т. 3. — 384 с. — (S.T.A.L.K.E.R.). — 90 000 экз. — ISBN 978-5-17-064963-1.

36 книга серии

### Виктор Ночкин, Андрей Левицкий
- Ночкин, Виктор Евгеньевич (псевдоним), Левицкий, Андрей Юрьевич. Череп мутанта. — твёрдая обложка. — М.: АСТ, 15 декабря 2009. — Т. 2. — 352 с. — (S.T.A.L.K.E.R.). — 80 000 экз. — ISBN 978-5-17-063105-6.

31 книга серии

### Владимир Васильев
- Васильев, Владимир Николаевич. Прятки на осевой. — мягкая обложка, твёрдая обложка. — М.: АСТ, 22 июня 2010. — Т. 1. — 320 с. — (S.T.A.L.K.E.R.). — 40 000 экз. — ISBN 978-5-17-065706-3, ISBN 978-5-403-03408-1.

41 книга серии
- Васильев, Владимир Николаевич. Дети дупликатора. — твёрдая обложка. — М., СПб., Минск: АСТ, Астрель, Харвест, август 2011. — Т. 2. — 320 с. — (S.T.A.L.K.E.R.). — 10 100 экз. — ISBN 978-5-17-074405-3, ISBN 978-5-271-36229-3, ISBN 978-985-16-9867-3.

64 книга серии

### Владимир Березин
- Березин, Владимир Сергеевич. Группа Тревиля. — М., СПб.: АСТ, Астрель, 2011. — Т. мягкая обложка. — 352 с. — (S.T.A.L.K.E.R.). — 10 000 экз. — ISBN 978-5-17-073643-0, ISBN 978-5-271-36149-4.

71 книга серии

### Владимир Лещенко
- Лещенко, Владимир Владимирович (псевдоним). Полёт Кондора. — твёрдая обложка. — М., СПб.: АСТ, Астрель, январь 2011. — 375 с. — (S.T.A.L.K.E.R.). — 70 000 экз. — ISBN 978-5-17-068455-7, ISBN 978-5-271-32664-6.

52 книга серии

### Владислав Выставной
- Выставной, Владислав Валерьевич. Убить Зону. — твёрдая обложка. — М., СПб.: АСТ, Астрель, июль 2011. — 347 с. — (S.T.A.L.K.E.R.). — 60 000 экз. — ISBN 978-5-17-073240-1, ISBN 978-5-271-34800-6.

68 книга серии
- Выставной, Владислав Валерьевич. Тварь. — твёрдая обложка. — Астрель, АСТ, 2011. — ISBN 978-5-17-073634-8, 978-5-271-35818-0.

79 книга серии

### Вячеслав Шалыгин
- Шалыгин, Вячеслав Владимирович. Обратный отсчёт. — твёрдая обложка. — М.: Эксмо, 12 декабря 2007. — Т. 1. — 352 с. — (S.T.A.L.K.E.R.). — 15 000 экз. — ISBN 978-5-699-25295-4.

7 книга серии
- Шалыгин, Вячеслав Владимирович. Черный ангел. — твёрдая обложка. — М.: Эксмо, 14 июля 2008. — Т. 2. — 384 с. — (S.T.A.L.K.E.R.). — 85 000 экз. — ISBN 978-5-699-28141-1.

12 книга серии
- Шалыгин, Вячеслав Владимирович. Тринадцатый сектор. — твёрдая обложка. — М.: Эксмо, 27 октября 2008. — Т. 3. — 384 с. — (S.T.A.L.K.E.R.). — 95 000 экз. — ISBN 978-5-699-31055-5.

15 книга серии

### Вячеслав Шульга
- Вячеслав Шульга. Берег дна. — твёрдая обложка. — М., СПб., Минск: АСТ, Астрель, Харвест, 11 мая 2011. — 352 с. — (S.T.A.L.K.E.R.). — 25 000 экз. — ISBN 978-5-17-073636-2, ISBN 978-5-271-36119-7, ISBN 978-985-16-9853-6.

74 книга серии

### Дмитрий Янковский
- Янковский, Дмитрий Валентинович. Эпицентр удачи. — твёрдая обложка. — М.: Эксмо, 10 июля 2008. — 352 с. — (S.T.A.L.K.E.R.). — 85 000 экз. — ISBN 978-5-699-27715-5.

11 книга серии

### Дмитрий Силлов
- Силлов, Дмитрий Олегович. Закон снайпера. — твёрдая обложка. — М.: АСТ, 30 июня 2010. — 320 с. — (S.T.A.L.K.E.R.). — 70 000 экз. — ISBN 978-5-17-066240-1, ISBN 978-5-9725-1745-9.

42 книга серии
- Силлов, Дмитрий Олегович. Закон Меченого. — твёрдая обложка. — М.: АСТ, 2011. — 352 с. — (S.T.A.L.K.E.R.). — 70 000 экз. — ISBN 978-5-17-072342-3, ISBN 978-5-9725-1971-2.

54 книга серии
- Силлов, Дмитрий Олегович. Закон наемника. — твёрдая обложка. — М.: АСТ, 2011. — (S.T.A.L.K.E.R.). — ISBN 978-5-17-073893-9.

72 книга серии

### Евгений Прошкин, Олег Овчинников
- Прошкин, Евгений Александрович, Овчинников, Олег Вячеславович. Смертники. — мягкая обложка, твёрдая обложка. — М., СПб.: АСТ, Астрель, январь 2011. — Т. 1. — 320 с. — (S.T.A.L.K.E.R.). — 40 000 экз. — ISBN 978-5-17-068456-4, ISBN 978-5-271-32663-9.

51 книга серии
- Прошкин, Евгений Александрович, Овчинников, Олег Вячеславович. Палачи. — мягкая обложка. — М., СПб., Минск: АСТ, Астрель, Харвест, сентябрь 2011. — Т. 2. — 288 с. — (S.T.A.L.K.E.R.). — 10 000 экз. — ISBN 978-5-17-073644-7, ISBN 978-5-271-36101-2, ISBN 978-985-16-9848-2.

67 книга серии
- Прошкин, Евгений Александрович, Овчинников, Олег Вячеславович. Враг "Монолита". — мягкая обложка, твёрдая обложка.

81 книга серии

### Елена Долгова
- Долгова, Елена Владимировна. Отступник. — М., СПб.: АСТ, Астрель, апрель 2011. — 348 с. — (S.T.A.L.K.E.R.). — 10 000 экз. — ISBN 978-5-17-073542-6, ISBN 978-5-271-35089-4.

83 книга серии

### Ежи Тумановский
- Ежи Тумановский (псевдоним). Два мутанта. — твёрдая обложка. — М., СПб.: АСТ, Астрель, май 2011. — 384 с. — (S.T.A.L.K.E.R.). — 10 100 экз. — ISBN 978-5-17-073629-4, ISBN 978-5-271-36116-6.

75 книга серии

### Лев Жаков
- Жаков, Лев Захарович. Во имя Зоны. — твёрдая обложка. — М., СПб.: АСТ, Астрель, 2011. — 384 с. — (S.T.A.L.K.E.R.). — 60 000 экз. — ISBN 978-5-17-072917-3, ISBN 978-5-271-33968-4.

65 книга серии

### Леонид Кудрявцев
- Кудрявцев, Леонид Викторович. Пуля для контролера. — мягкая обложка. — М., СПб.: АСТ, Астрель, август 2011. — 288 с. — (S.T.A.L.K.E.R.). — 10 000 экз. — ISBN 978-5-17-073637-9, ISBN 978-5-271-36007-7.

69 книга серии

### Михаил Успенский
- Успенский, Михаил Глебович. Остальное — судьба. — мягкая обложка, твёрдая обложка. — М., СПб., Минск: АСТ, Астрель, Харвест, 2011. — 288 с. — (S.T.A.L.K.E.R.). — 37 000 экз. — ISBN 978-5-17-071559-6, ISBN 978-5-271-34353-7, ISBN 978-985-16-9548-1.

59 книга серии

### Надежда Навара, Александр Навара
- Навара, Надежда, Навара, Александр. Злая война. — твёрдая обложка. — М., СПб., Минск: АСТ, Астрель, Харвест. — 288 с. — 10 100 экз. — ISBN 978-5-17-073649-2, ISBN 978-5-271-36118-0, ISBN 978-985-16-9852-9.

80 книга серии

### Роман Глушков
- Глушков, Роман Анатольевич. Холодная кровь. — твёрдая обложка. — М.: Эксмо, 29 февраля 2008. — Т. 1. — 480 с. — (S.T.A.L.K.E.R.). — 60 100 экз. — ISBN 978-5-699-26265-6.

8 книга серии
- Глушков, Роман Анатольевич. Свинцовый закат. — твёрдая обложка. — М.: Эксмо, 20 ноября 2008. — Т. 2. — 352 с. — (S.T.A.L.K.E.R.). — 95 000 экз. — ISBN 978-5-699-31790-5.

16 книга серии

### Роман Куликов, Ежи Тумановский
- Куликов, Роман Владимирович, Тумановский, Ежи (псевдоним). Связанные Зоной. — твёрдая обложка. — М.: АСТ, 21 ноября 2009. — 384 с. — (S.T.A.L.K.E.R.). — 80 000 экз. — ISBN 978-5-17-062551-2.

30 книга серии
- Куликов, Роман Владимирович, Тумановский, Ежи (псевдоним). Штык. — твёрдая обложка. — М., СПб.: АСТ, Астрель, ноябрь 2010. — 413 с. — (S.T.A.L.K.E.R.). — 75 000 экз. — ISBN 978-5-17-068457-1.

49 книга серии

### Сергей Вольнов
- Вольнов, Сергей Анатольевич (псевдоним). Ловчий желаний. — твёрдая обложка. — М.: АСТ, 7 июля 2009. — Т. 1. — 384 с. — (S.T.A.L.K.E.R.). — 70 000 экз. — ISBN 978-5-060718-1.

24 книга серии
- Вольнов, Сергей Анатольевич (псевдоним). Zona Incognita. — твёрдая обложка. — М.: АСТ, 2011. — Т. 2. — 384 с. — (S.T.A.L.K.E.R.). — 70 000 экз. — ISBN 978-5-17-068453-3, ISBN 978-5-271-33456-6.

55 книга серии

### Сергей Клочков
Сергей Александрович Клочков — победитель 3-го официального литературного конкурса, автор повестей «Зона тебя любит» и «Звезда Полынь».
- Клочков, Сергей Александрович. Лунь. — твёрдая обложка. — М.: АСТ, 23 апреля 2010. — Т. 1. — 384 с. — (S.T.A.L.K.E.R.). — 90 000 экз. — ISBN 978-5-271-27549-4, ISBN 978-5-17-065029-3.

37 книга серии
- Клочков, Сергей Александрович. Фреон. — твёрдая обложка. — М., СПб.: АСТ, Астрель, октябрь 2011. — Т. 2. — 352 с. — (S.T.A.L.K.E.R.). — 10 000 экз. — ISBN 978-5-17-073214-2, ISBN 978-5-271-34801-3.

70 книга серии
- Клочков, Сергей Александрович. Дар Монолита. — твёрдая обложка. — М.: АСТ, 2 сентября 2011. — Т. 3. — 319 с. — (S.T.A.L.K.E.R.). — 10 000 экз. — ISBN 978-5-17-073631-7, ISBN 978-5-271-36117-3.

76 книга серии

### Сергей Недоруб
- Недоруб, Сергей Иванович. Песочные часы. — твёрдая обложка. — М.: Эксмо, 16 сентября 2008. — Т. 1. — 384 с. — (S.T.A.L.K.E.R.). — 85 000 экз. — ISBN 978-5-699-30638-1.

14 книга серии
- Недоруб, Сергей Иванович. Тайна полтергейста. — твёрдая обложка. — М.: АСТ, 31 января 2010. — Т. 2. — 384 с. — (S.T.A.L.K.E.R.). — 90 000 экз. — ISBN 978-5-17-064140-6.

33 книга серии
- Недоруб, Сергей Иванович. Горизонт событий. — твёрдая обложка. — М., СПб.: АСТ, Астрель, июнь 2011. — Т. 3. — 416 с. — (S.T.A.L.K.E.R.). — 60 000 экз. — ISBN 978-5-17-071231-1, ISBN 978-5-271-35092-4.

58 книга серии
- Недоруб, Сергей Иванович. Признаки жизни. — твёрдая обложка. — М.: АСТ, Астрель, 23 июня 2011. — 344 с. — (S.T.A.L.K.E.R.). — 20 000 экз. — ISBN 978-5-17-073642-3, ISBN 978-5-271-36114-2.

85 книга серии

### Сергей Палий
- Палий, Сергей Викторович. Бумеранг. — твёрдая обложка. — М.: АСТ, 19 августа 2009. — Т. 1. — 384 с. — (S.T.A.L.K.E.R.). — 80 000 экз. — ISBN 978-5-17-060719-8, ISBN 978-5-403-02105-0.

26 книга серии
- Палий, Сергей Викторович. Монохром. — твёрдая обложка. — М.: АСТ, 21 мая 2010. — Т. 2. — 352 с. — (S.T.A.L.K.E.R.). — 90 000 экз. — ISBN 978-5-17-066691-1, ISBN 978-5-28080-1.

38 книга серии

### Сергей Слюсаренко
- Слюсаренко, Сергей Сергеевич. Кубатура сферы. — твёрдая обложка. — М.: АСТ, 23 декабря 2009. — Т. 1. — 384 с. — (S.T.A.L.K.E.R.). — 80 000 экз. — ISBN 978-5-17-064004-1.

32 книга серии 

Роман Сергея Слюсаренко «Кубатура сферы» признан лучшим фантастическим романом 2009 года по версии Роскона.
- Слюсаренко, Сергей Сергеевич. Константа связи. — твёрдая обложка. — М.: АСТ, апрель 2011. — Т. 2. — 352 с. — (S.T.A.L.K.E.R.). — 60 000 экз. — ISBN 978-5-17-071558-9, ISBN 978-5-271-34352-0.

57 книга серии
- Слюсаренко, Сергей Сергеевич. Красный сигнал. — М.: АСТ, 1 сентября 2011. — 352 с. — (S.T.A.L.K.E.R.). — 60 000 экз. — ISBN ISBN 978-5-17-073622-5.

84 книга серии

### Юрий Бурносов
- Бурносов, Юрий Николаевич. Точка падения. — мягкая обложка, твёрдая обложка. — М., СПб.: АСТ, Астрель, 22 июня 2010, январь 2011. — 320, 352 с. — (S.T.A.L.K.E.R.). — 40 000 + 15 000 экз. — ISBN 978-5-17-065705-6, ISBN 978-5-17-064141-3, ISBN 978-5-271-32453-6.

39 книга серии

### Claudia Kern, Bernd Frenz
- Kern, Claudia, Frenz, Bernd. S.T.A.L.K.E.R. Shadow of Chernobyl: Todeszone. — Panini Books, 14 ноября 2008. — Т. 1. — 266 с. — ISBN 3833213108, ISBN 978-3833213106.

### Bernd Frenz
- Frenz, Bernd. S.T.A.L.K.E.R. Shadow of Chernobyl: Inferno. — Panini Books, 13 июня 2007. — Т. 2. — 304 с. — ISBN 3833213116, ISBN 978-3833213113.

- Frenz, Bernd. S.T.A.L.K.E.R. Shadow of Chernobyl: Apokalypse. — Panini Books, 15 августа 2008. — Т. 3. — 320 с. — ISBN 3833217405, ISBN 978-3833217401.

### John Mason
- Mason, John. S.T.A.L.K.E.R. Southern Comfort. — CreateSpace, 2 сентября 2011. — 466 с. — ISBN 1466220724, ISBN 978-1466220720.